# Helmár Ágost
Helmár Ágost, névváltozat: Anduzia (Pozsony, 1847. szeptember 3. – Pozsony, 1912. március 5.) királyi főgimnáziumi tanár.

## Élete
Szülővárosában végezte középiskoláit a római katolikus főgimnáziumban. 1866-ban beiratkozott a bécsi egyetem bölcseleti karánál, ahol 1867-től 1869-ig a történelmi szeminárium rendes tagja volt. 1869-ben helyettes tanár lett a pozsonyi királyi katolikus főgimnáziumnál. 1870-ben vizsgálatot tett a bécsi tanárvizsgáló bizottság előtt és képesítést nyert a történelem és földrajz tanítására s ezen évben augusztus 16-án rendes tanár lett a losonci állami gimnáziumnál, 1872. október 17-én pedig a pozsonyi királyi katolikus főgimnáziumnál. 1895-ben saját kérelmére áthelyezték a pozsonyi állami főreáliskolához.
A pozsonyi városi múzeum gondnokaként harcolt a Schüttkasten elbontása ellen.
Tárcacikkeket írt a Pressburger Zeitungba (1877. szept. 27. névtelenül; 1878. jan. 15. R. T. jegy alatt), a Westungarischer Grenzboteba (1879-81.), a Pozsonyvidéki Lapokba (1882.) sat., a Budapesti Szemlében (XV. 1877. Bonfiniusnak mint történetírónak jellemzése). Programmértekezése a pozsonyi királyi gymnasium Értesítőjében (1874. Heltai Gáspár Magyar Krónikája; ugyanez a Figyelőben III. 1877.)

## Munkái
- Bonfiniusnak mint történetírónak jellemzése és műve, kútfőinek kimutatása s bírálati méltatása. A m. tud. akadémia által a Vitéz-alapítványból (1873.) jutalmazott pályamű. Bpest, 1876 (ism. Századok)
- A magyar birodalom 888-1848-ig. Tört. térkép. Pozsony, 1878 (Fali s kézi kiadás. Ism. Századok, 1879)
- A magyar zsidótörvények az Árpádkorszakban. Pozsony, 1879 (különnyomat a pozsonyi kir. gymnasium Értesítőjéből)
- Világtörténelmi tabellák származási táblákkal. Különös tekintettel a magyar történelemre. Iskolai s magánhasználatra. Pozsony, 1881 (2. bőv. kiadás. Pozsony, 1887)
- A magyar millenarium. Visszapillantás Magyarország 1000 éves történetére. Pozsony, 1884 (Németül Pozsony, 1884)
- Iskolai atlasz a világtörténelem tanításához. Pozsony, 1889
- Két térkép a magyar történelemhez. Pozsony, 1889
- Magyarország és Horvát-Tótország térképe. Pozsony, 1890
- Magyarország története középiskolák alsó osztályai és polgáriskolák számára. Pozsony, 1892 (Gaál Mózessel együtt)